# Concerto cho piano số 19 (Mozart)
Concerto cho piano số 19, cung Fa trưởng, K. 459 là bản concerto dành cho piano và dàn nhạc giao hưởng của nhà soạn nhạc thiên tài người Áo Wolfgang Amadeus Mozart. Danh mục tác phẩm Mozart của chính ông đã chỉ ra rằng bản concerto này được hoàn thành vào ngày 11 tháng 12. Tác phẩm gồm có 3 chương:
- Allegro
- Allegretto
- Allegro assai

Chương đầu của bản concerto này được mở đầu với những nét nhạc có thể làm ta liên tưởng đến bản số 13 của Mozart.